# Palestino Fútbol Club
El C.D. Palestino fue un equipo de fútbol de Honduras que alguna vez jugó en la Liga Nacional de Fútbol de Honduras, la liga de fútbol más importante del país.

## Historia
Fue fundado en el año 1970 en la ciudad de San Pedro Sula por inmigrantes de Palestina que llegaron al país huyendo de la guerra. Su máximo dirigente fue el señor Farouk Juha, nombrado en su momento Presidente Vitalicio del Club. Sus colores y bandera eran similares a los de Palestina.
En la temporada 1996/97, le compran la categoría al Atlético Indio de Liga de Ascenso de Honduras para jugar por primera vez en la Liga Nacional de Fútbol de Honduras. Lamentablemante el club solamente duró una temporada en la máxima categoría, ya que se ubicó de 10º entre 11 equipos, en donde solo pudo superar en la tabla al Independiente Villela. Disputó 40 partidos en la máxima categoría con 7 victorias, 11 empates y 22 derrotas, anotando 48 goles y recibiendo 81.
Luego de 4 temporadas en la Liga de Ascenso de Honduras, el entonces equipo amateur Parrillas One compró la franquicia del club, con lo que el club oficialmente desapareció.

## Palmarés
- Liga de Ascenso de Honduras: 1

1996/97

## El Equipo en la Liga Nacional de Fútbol de Honduras

### Temporadas
| Temporada Regular | Temporada Regular | Temporada Regular | Temporada Regular | Temporada Regular | Temporada Regular | Temporada Regular | Temporada Regular | Temporada Regular | Ronda Final  | Ronda Final  | Ronda Final  | Ronda Final  | Ronda Final  | Ronda Final  | Ronda Final  | Ronda Final  |
| Temporada         | Pos.              | J                 | G                 | E                 | P                 | GF:GC             | PTS               | +/-               | Pos.         | J            | G            | E            | P            | GF:GC        | PTS          | +/-          |
| ----------------- | ----------------- | ----------------- | ----------------- | ----------------- | ----------------- | ----------------- | ----------------- | ----------------- | ------------ | ------------ | ------------ | ------------ | ------------ | ------------ | ------------ | ------------ |
| Apertura 1997-98  | 10º               | 20                | 3                 | 5                 | 12                | 28:43             | 14                | -15               | No clasificó | No clasificó | No clasificó | No clasificó | No clasificó | No clasificó | No clasificó | No clasificó |
| Clausura 1997-98  | 9º                | 20                | 4                 | 6                 | 10                | 20:38             | 18                | -18               | No clasificó | No clasificó | No clasificó | No clasificó | No clasificó | No clasificó | No clasificó | No clasificó |

### Récord Ante Rivales
| Club                  | J | G | E | P | GF | GC | PTS | +/- |
| --------------------- | - | - | - | - | -- | -- | --- | --- |
| Universidad           | 4 | 2 | 1 | 1 | 7  | 5  | 7   | +2  |
| Vida                  | 4 | 2 | 0 | 2 | 7  | 7  | 6   | 0   |
| Independiente Villela | 4 | 1 | 2 | 1 | 3  | 3  | 5   | 0   |
| Real Maya             | 4 | 1 | 1 | 2 | 5  | 8  | 4   | -3  |
| Marathón              | 4 | 1 | 0 | 3 | 6  | 13 | 3   | -7  |
| Victoria              | 4 | 0 | 2 | 2 | 4  | 7  | 2   | -3  |
| Platense              | 4 | 0 | 2 | 2 | 5  | 9  | 2   | -4  |
| Real España           | 4 | 0 | 1 | 3 | 3  | 9  | 1   | -6  |
| Motagua               | 4 | 0 | 1 | 3 | 5  | 10 | 1   | -5  |
| Olimpia               | 4 | 0 | 1 | 3 | 3  | 10 | 1   | -7  |

## Jugadores destacados
- Fuente:[5]

- Jorge Ulate (1989)
- Dangelo Bautista (1997-1998)
- Gustavo Cálix (1997-1998)
- James Chewitt (1997-1998)
- Henry Enamorado (1997-1998)
- Danilo “Pollo” Galindo (1997-1998)
- Javier Padilla (1997-1998)
- Enrique Israel Carias (1997-1998)